# Dig, Lazarus, Dig!!!
Dig, Lazarus, Dig!!! (с англ. — «Копай, Лазарь, копай!!!») — четырнадцатый студийный альбом группы Nick Cave and the Bad Seeds, изданный в 2008 году. Последний альбом с участием Мика Харви, который покинул Bad Seeds в 2009 году и уже второй без Бликсы Баргельда, ушедшего в 2003 году, чтобы уделять больше времени своему коллективу Einstürzende Neubauten. На Dig, Lazarus, Dig!!! отчётливо прослеживается влияние гаражного рока от проекта Ника Кейва Grinderman, существовавшего параллельно с Bad Seeds. Запись столь незамысловатого альбома заняла у группы всего пять дней.

## Создание
Концепция альбома основана на истории Лазаря, которого, согласно Евангелию от Иоанна, воскресил Иисус Христос через четыре дня после смерти. Эта история волновала музыканта, когда он ребёнком посещал церковь. Молодой Ник был в восторге от чуда, совершённого Иисусом, и задавался вопросом, что же чувствовал при этом Лазарь. Спустя много лет музыкант осел в Нью-Йорке и стал создавать песни, придавая им современный вид. Первая песня «Dig, Lazarus, Dig!!!» вышла 18 февраля 2008 года ограниченным тиражом в виде CD-диска и 7-мм. пластинки, а также для цифрового скачивания. Следующая песня «More News From Nowhere», частично основанная на романе-утопии Уильяма Морриса «Вести ниоткуда», вышла 12 мая. Полностью альбом вышел 3 марта 2008 года в Великобритании и 8 апреля в США. Художественное оформление принадлежит дуэту британских художников Тим Нобл и Сью Вебстер, а видео — дуэту художников Ян Форсайт и Джейн Поллард.

## Приём
Критическая реакция на альбом была исключительно позитивной, рецензенты сошлись на том, что Dig, Lazarus, Dig!!! возвращает группе её величие и, в то же время, открывает новую грань таланта коллектива. New Musical Express дал альбому 8 звёзд из 10 и описал его как «готический психосексуальный апокалипсис». Стивен Доуснер из Pitchfork оценил Dig, Lazarus, Dig!!! на 8.4 звезды из 10 и отметил, что «рок-музыканты соответствуют своему возрасту». На сайте Metacritic альбом имеет рейтинг 87 процентов из 100, что указывает на «всеобщее признание». Кроме того Dig, Lazarus, Dig!!! стал лучшим альбомом 2008 года по версии MOJO Awards, а Ник Кейв — лучшим исполнителем по версии ARIA Award. Также альбом стал «серебряным» в Великобритании и «золотым» в Ирландии и Австралии.

## Список композиций
| #   | Название                     | Продолжительность | Автор(ы)                      |
| --- | ---------------------------- | ----------------- | ----------------------------- |
| 1.  | Dig, Lazarus, Dig!!!         | 4:10              | Кейв                          |
| 2.  | Today’s Lesson               | 4:41              | Кейв                          |
| 3.  | Moonland                     | 3:53              | Кейв, Эллис, Кейси, Склавунос |
| 4.  | Night of the Lotus Eaters    | 4:53              | Кейв, Эллис                   |
| 5.  | Albert Goes West             | 3:32              | Кейв, Эллис                   |
| 6.  | We Call Upon the Author      | 5:12              | Кейв, Эллис                   |
| 7.  | Hold on to Yourself          | 5:51              | Кейв, Эллис, Кейси, Склавунос |
| 8.  | Lie Down Here (& Be My Girl) | 4:58              | Кейв                          |
| 9.  | Jesus of the Moon            | 3:22              | Кейв                          |
| 10. | Midnight Man                 | 5:07              | Кейв                          |
| 11. | More News From Nowhere       | 7:58              | Кейв, Эллис, Кейси, Склавунос |

## Участники записи
- Ник Кейв — вокал, орган, фортепиано, бубен, бубенцы, губная гармоника, гитара
- Мартин Кейси — бас-гитара
- Томас Уайдлер — шейкер, бубен, ударные, ручной барабан
- Уоррен Эллис — виола, тенор-гитара, маракасы, лютня, драм-машина, фортепиано, флейта, мандолина
- Мик Харви — гитара, акустическая гитара, бас-гитара, орган
- Джим Склавунос — ударные, бонги, конги, цимбалы, шейкер, маракасы, бубен, бубенцы
- Джеймс Джонстон — орган, гитара
- Nick Cave and the Bad Seeds — бэк-вокал, хлопки